# Osiris melanothrix
Osiris melanothrix är en biart som beskrevs av Shanks 1986. Osiris melanothrix ingår i släktet Osiris och familjen långtungebin. Inga underarter finns listade i Catalogue of Life.